# Haplotmarus
Haplotmarus is een monotypisch geslacht van spinnen uit de  familie van de Thomisidae (krabspinnen).

## Soort
- Haplotmarus plumatilis Simon, 1909